# Sinfonieorchester Kyūshū

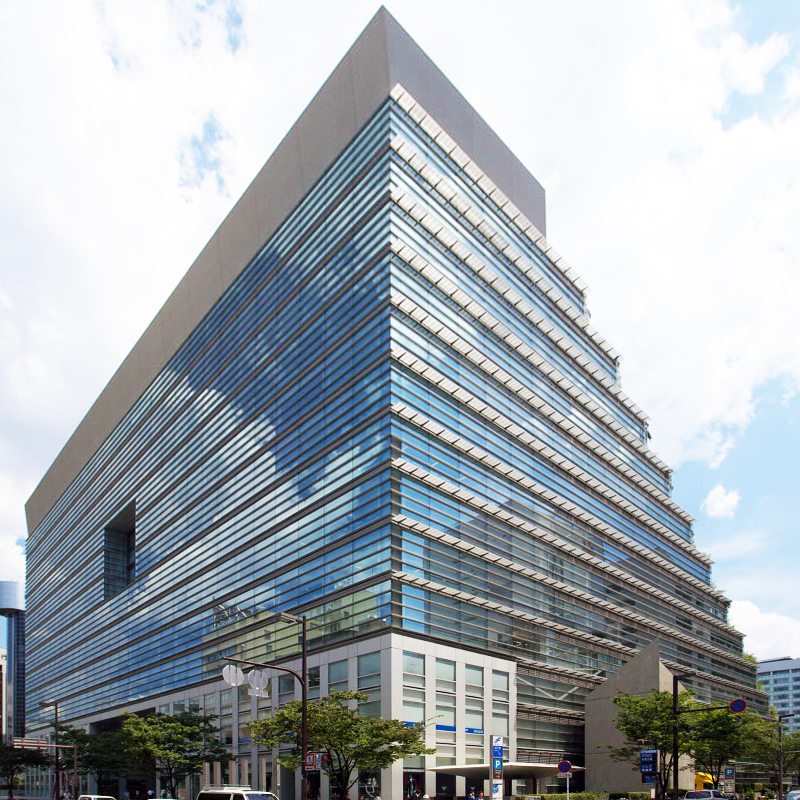
Das Across Fukuoka, Spielstätte des Sinfonieorchesters

Das Sinfonieorchester Kyūshū (jap. 公益財団法人 九州交響楽団, Kōeki Zaidan Hōjin Kyūshū Kōkyō Gakudan, kurz: Kyūkō (九響), engl. The Kyushu Symphony Orchestra) ist ein professionelles japanisches Sinfonieorchester, das 1953 als Amateurorchester unter der Bezeichnung „Kyūshū Philharmonie Orchester“ (九大フィルハーモニーオーケストラ) an der Universität Kyūshū gegründet wurde. Es stand unter der Leitung des Dirigenten und Komponisten Hiroshi Ishimura und spielte für NHK Fukuoka, jedoch ohne festen Vertrag. Nach der Reorganisation 1973 wurde es ein professionelles Orchester, das vornehmlich Konzerte in Kyūshū gibt. Das Orchester ist seit 1975 eine rechtsfähige Stiftung und seit 2013 gemeinnützig. Es ist reguläres Mitglied der japanischen Orchestervereinigung.
Das Orchester gibt regelmäßige Abonnentenkonzerte von April bis Juli und September bis Dezember im Across, der Philharmonie in Fukuoka mit 1871 Sitzplätzen. Hinzu kommen jährlich vier Tenjin-Konzerte in der FFG-Halle. Hinzu kommen noch zwei Konzerte im Performing Arts Center und der Hibiki-Hall in Kitakyūshū sowie ein Konzert in der Ishibashi-Bunka-Hall in Kurume.
Von 1983 an spielte das Orchester sämtliche Sinfonien und Klavierkonzerte Mozarts auf CD ein. Zudem führte das Orchester zwischen 1998 und 2003 mit Heiichirō Ōyama als Dirigenten und Takahiro Sonoda als Pianisten die Klavierkonzerte von Beethoven und Brahms auf.

## Dirigenten des Orchesters
- 1953–1956 Hiroshi Ishimura
- 1956–1980 Tadashi Mori und Takeichirō Yasunaga (und 1981 bis 1998 honoris causa)
- 1968–1981 Karl Österreicher (honoris causa)
- 1976–1980 Volker Renicke
- 1981–1988 Hideomi Kuroiwa
- 1989–1995 Kazuhiro Koizumi
- 1996–1998 Kazufumi Yamashita
- 1999–2004 Heiichiro Ohyama
- 2006–2013 David Geringas
- 2013–0000 Kazuyoshi Akiyama und Kazuhiro Koizumi[1]

Tōru Yasunaga, der Sohn des Dirigenten Takeichirō Yasunaga, war bis 2009 Konzertmeister bei den Berliner Philharmonikern.

## Diskografie
- Berühmte Werke der Strauß<?>Familie (シュトラウス・ファミリー名曲集) unter der Leitung von Yōichirō Ōmachi
- Ritt der Walküren Akiyama / Kyūkō Super Sounds (ワルキューレの騎行 秋山/九響 スーパー・サウンズ) unter der Leitung von Kazuyoshi Akiyama
- Petruschka / Daphnis und Chloe (ペトルーシュカ／ダフニスとクロエ) unter der Leitung von Kazuyoshi Akiyama
- Tschaikowski Manfred-Sinfonie (チャイコフスキー　マンフレッド交響曲) unter der Leitung von Kazuyoshi Akiyama
- Gustav Mahler Erste und Neunte Sinfonie unter der Leitung von Kazuyoshi Akiyama
- Hector Berlioz Symphonie fantastique (幻想交響曲) unter der Leitung von Kazuhiro Koizumi
- Ludwig van Beethoven 9. Sinfonie unter der Leitung von Kazuhiro Koizumi